# Луций Валерий Триарий
Луций Валерий Триарий (на латински: Lucius Valerius Triarius) е политик на Римската република. Произлиза от фамилията Валерии, клон Триарии
През 81 пр.н.е. той е квестор урба и 78 пр.н.е. претор. През 77 пр.н.е. е пропретор на провинция Сардиния. Той служи като легат на Луций Лициний Лукул (консул 74 пр.н.е.) във войната против Митридат VI Евпатор от Понт.

## Деца
- Публий Валерий Триарий (римски конник);
- Гай Валерий Триарий (49 пр.н.е. служи на Помпей Велики).